# Andreas Staier
Andreas Staier est un pianiste, pianofortiste et claveciniste allemand (et francophone) né le 13 septembre 1955 à Göttingen.

## Biographie
Andreas Staier naît le 13 septembre 1955 à Göttingen,.
Il étudie le piano et le clavecin à la Hochschule für Musik de Hanovre, avec Gustav Leonhardt notamment, puis travaille avec Ton Koopman au Conservatoire d'Amsterdam, où il obtient un prix à l'unanimité en 1982,.
Entre 1983 et 1986, il fait partie de l'ensemble Musica Antiqua Köln,. Il a enregistré nombre de disques avec Concerto Köln et le Freiburger Barockorchester.
À compter de 1986, Andreas Staier mène une carrière internationale de soliste au clavecin et au piano-forte,,.
Entre 1987 et 1996, il enseigne le clavecin à la Schola Cantorum de Bâle. Ses enregistrements des sonates de Mozart (KV 330, 331, 332) sur une copie de piano-forte d'Anton Walter sont saluées par un Diapason d'or en 2005.
Il s'aventure également dans le domaine de la musique contemporaine et travaille en étroite collaboration avec le compositeur Brice Pauset, dont il crée Kontra-Sonate pour piano-forte en 2001 et Kontra-Konzert pour piano-forte et orchestre en 2011,.
Andreas Staier est également l'accompagnateur régulier du chanteur Christoph Prégardien, avec lequel il enregistre des lieder de Schubert.
Au disque, il enregistre une cinquantaine d'opus, dont une intégrale des Concertos brandebourgeois de Bach sous la direction de Reinhard Goebel en 1986-1987. En 1997, il reçoit le Grand Prix de la Nouvelle Académie du Disque pour son enregistrement des Sonates de Scarlatti. En 2002, il est Prix d’honneur du Prix de la critique allemande du disque (de).
En 2024, il est lauréat de la médaille Bach de la ville de Leipzig.

## Discographie sélective
- Mozart: Piano Sonates, KV 330, 331 et 332, Harmonia Mundi, 2004, Diapason d'Or[6].